# Amblyseius tubae
Amblyseius tubae är en spindeldjursart som beskrevs av Wolfgang Karg 1970. Amblyseius tubae ingår i släktet Amblyseius och familjen Phytoseiidae. Inga underarter finns listade i Catalogue of Life.